# 27 mars
Pour les articles homonymes, voir Vingt-Sept-Mars.
27 février 27 avril
Chronologies thématiques
- Croisades
- Ferroviaires
- Sports
- Disney
- Anarchisme
- Catholicisme

Abréviations / Voir aussi
- (° 1852) = né en 1852
- († 1885) = mort en 1885
- a.s. = calendrier julien
- n.s. = calendrier grégorien
- Calendrier
- Calendrier perpétuel
- Liste de calendriers
- Naissances du jour

Le 27 mars est le 86e jour, moins souvent le 87e, de l'année du calendrier grégorien ; il en reste ensuite 279.
C'était généralement le 7e jour du mois de germinal dans le calendrier républicain français, officiellement dénommé jour du bouleau.

## Événements

### IIesiècleav. J.-C.
- -196 : la pierre de Rosette est érigée vers l'Égypte.

### Iersiècleav. J.-C.
- -47 : réinstallation au pouvoir de Cléopâtre VII d'Égypte avec l'aide de Jules César de Rome.

### XIIIesiècle
- 1272 : consécration du pape Grégoire X.

### XVesiècle
- 1446 : une ordonnance royale place l'Université sous la juridiction du Parlement de Paris en France.

### XVIesiècle
- 1513 : en ce jour des Rameaux (Pascuas floridas) en Amérique du Nord, l'Espagnol Juan Ponce de León aborde une nouvelle terre, à laquelle il donne le nom de Floride. Au retour, il organise la déportation et la réduction en esclavage des Amérindiens Taïnos de l'archipel des Lucayes (Bahamas).

### XVIIesiècle
- 1625 : Charles Ier est sacré roi d'Angleterre et d'Écosse et succède à son père Jacques Ier.

### XVIIIesiècle
- 1793 : deuxième bataille de Pornic, lors de la guerre de Vendée.
- 1794 : création de la Marine américaine, par le Naval Act of 1794.

### XIXesiècle
- 1814 : victoire d'Andrew Jackson à la bataille de Horseshoe Bend (Alabama) sur les Amérindiens Creeks.
- 1836 : massacre de Goliad, pendant la révolution texane.
- 1854 :
  - le duc Charles III de Parme est assassiné.
  - La France et le Royaume-Uni déclarent la guerre à la Russie[1], et s'engagent dans la guerre de Crimée.
- 1892 : approbation des Bases de Manresa, fréquemment considérées comme fondatrices du catalanisme.
- 1898 : signature de l'accord Pavlov (en) par lequel l'Empire russe obtient de la Chine la péninsule du Liaodong et Port-Arthur.

### XXesiècle
- 1933 : le Japon et l'Allemagne préfèrent quitter la Société des Nations à Genève plutôt que de respecter les clauses du traité de Versailles.
- 1941 : le prince Paul de Yougoslavie est renversé par un coup d'État, à la suite d'un pacte conclu avec Adolf Hitler.
- 1943 : bataille des îles Komandorski pendant la guerre du Pacifique.
- 1944 : bombardement de Biarritz par l'USAF.
- 1952 : traité de Paris instituant une Communauté européenne de défense (CED) — non-ratifié par la France après que les 5 autres États l'ont dûment ratifié.
- 1956 : en France, les congés payés passent de deux à trois semaines.
- 1958 : Nikita Khrouchtchev évince Boulganine de la tête du gouvernement soviétique.
- 1964 :
  - tremblement de terre en Alaska, second plus puissant jamais enregistré sur le continent américain : 125 morts.
  - des casques bleus de l'ONU prennent position à Chypre.
- 1968 :
  - le cosmonaute soviétique Youri Gagarine, qui fut le premier homme dans l'espace, se tue aux commandes d'un avion d'entraînement MIG-15.
  - le général Suharto devient président de la république d'Indonésie, poste qu'il occupe par intérim depuis un an.
- 1975 : début de la construction de l'oléoduc trans-Alaska.
- 1976 : l'Afrique du Sud retire ses forces d'Angola.
- 1980 : en mer du Nord, en eaux norvégiennes, 147 travailleurs du pétrole périssent quand la plate-forme Alexander-Kielland chavire.
- 1986 : attentat de Russell Street en Australie.
- 1993 :
  - Mahamane Ousmane devient président du Niger.
  - Jiang Zemin devient président de la république populaire de Chine.
  - Albert Zafy devient président de la république de Madagascar.
- 1995 : en Afrique du Sud, le président Nelson Mandela congédie du gouvernement son épouse, Winnie.
- 1996 :
  - enlèvement, par le GIA, de sept moines trappistes de l'Abbaye Notre-Dame de l'Atlas, à Tibhirine (Algérie) qui seront exécutés deux mois plus tard.
  - Yigal Amir, reconnu coupable de l'assassinat du Premier ministre Yitzhak Rabin, est condamné à la prison à vie.
- 1999 :
  - l'OTAN lance la phase 2 de l'opération Force déterminée, élargissant les frappes de l'Alliance contre des cibles yougoslaves.
  - Un S-125 yougoslave parvient à abattre un avion furtif F-117 pendant la guerre du Kosovo.
- 2000 : remaniement du Gouvernement Lionel Jospin, avec l'arrivée de Laurent Fabius, Jack Lang, Michel Sapin et Catherine Tasca.

### XXIesiècle
- 2001 : accident ferroviaire de Pécrot, dans le Brabant wallon.
- 2002 :
  - un forcené, Richard Durn, ouvre le feu lors d'une séance du conseil municipal à Nanterre (Hauts-de-Seine), faisant huit morts et 19 blessés, avant d'être maîtrisé. Il se donnera la mort le lendemain en se jetant du quatrième étage du 36 quai des Orfèvres à Paris.
  - attentat de l'hôtel Park à Netanya, revendiqué par le Hamas.
- 2015 : attentat de l'hôtel Makka al-Mukarama à Mogadiscio.
- 2016 :
  - les forces du régime syrien, de l’Iran, de la Russie, et les milices chiites, reprennent Palmyre à l’État islamique.
  - Attentat terroriste meurtrier contre la communauté chrétienne du Pakistan.
- 2020 : la Macédoine du Nord devient le trentième État membre de l’Organisation du traité de l'Atlantique nord[2].
- 2021 : au Mozambique, la ville de Palma, est prise par l'État islamique[3].

## Arts, culture et religion
- 1917 : première de la comédie lyrique en trois actes La Rondine (L'Hirondelle) de Giacomo Puccini au Théâtre du Casino de Monte-Carlo.
- 1973 : Marlon Brando refuse un Oscar, pour son jeu dans Le Parrain, afin de dénoncer le rôle réservé aux Amérindiens d'Amérique du Nord dans les films américains. Il délègue l'Amérindienne Sacheen Littlefeather à la cérémonie, pour le faire savoir.
- 2005 : diffusion du premier épisode de Grey’s anatomy, sur ABC studios.
- 2020 : diffusion du dernier épisode de Steven Universe Future sur Cartoon Network marquant la fin de l'univers créé par Rebecca Sugar.

## Sciences et techniques
- 1915 : mise en quarantaine de la porteuse saine de la typhoïde Mary Mallon.
- 1948 : la première pierre du grand barrage d'Assouan sur le Nil est posée en Égypte.
- 1955 : premiers essais de la Sud-Aviation SE 210 Caravelle (ou Caravelle) à Toulouse.
- 1968 : Jim Drake et Hoyle Schweitzer déposent le brevet de la planche à voile[4].
- 2025 : le premier vol d'un hélicoptère à hydrogène a lieu depuis l'aéroport Roland-Désourdy à Bromont, au Québec[5]. L’appareil utilisé, un Robinson R44 modifié par Unither Bioelectronics, filiale de United Therapeutics (en), aura volé trois minutes et seize secondes[6].

## Économie et société
- 1948 : en Belgique, le droit de vote aux élections législatives est accordé aux femmes par la loi du 27 mars 1948 relative au droit de vote des femmes aux chambres législatives
- 1977 : deux Boeing 747 entrent en collision sur la piste de l'aéroport de Los Rodeos de Tenerife aux Canaries, l'archipel espagnol dans l'Atlantique (583 morts), plus grave accident à ce jour[Quand ?] de l'histoire de l'aviation civile où deux avions de ligne entrent en collision au sol.

## Naissances

### XIVesiècle
- 1306 : Philippe III le Bon dit Philippe d'Évreux, comte d'Évreux († 16 septembre 1343).

### XVesiècle
- 1416 : Antonio Squarcialupi, compositeur italien († 6 juillet 1480).

### XVIIesiècle
- 1627 : Stephen Fox, homme politique britannique († 28 octobre 1716).
- 1662 : Marie Louise d'Orléans, reine d'Espagne, épouse du roi Charles II († 12 février 1689).
- 1676 : François II Rákóczi, prince de Hongrie et de Transylvanie († 8 avril 1735).

### XVIIIesiècle
- 1702 : Johann Ernst Eberlin, compositeur allemand († 19 juin 1762).
- 1712 : Claude Bourgelat, vétérinaire français († 3 janvier 1779).
- 1714 : Francesco Antonio Zaccaria, théologien et historien italien († 10 octobre 1795).
- 1730 : Thomas Tyrwhitt, critique et classiciste britannique († 15 août 1786).
- 1746 : Michael Bruce, poète britannique († 15 juillet 1767).
- 1765 : Franz Xaver von Baader, philosophe et théologien allemand († 23 mai 1841).
- 1776 : Charles-François Brisseau de Mirbel, botaniste et homme politique français († 17 septembre 1854).
- 1785 : Louis Charles de France dit Louis XVII, fils de Louis XVI et dauphin de France sous la Révolution française de 1789 († 8 juin 1795).
- 1797 : Alfred de Vigny, écrivain français († 17 septembre 1863).

### XIXesiècle
- 1809 :
  - Jean-Louis Beaudry, homme politique québécois († 25 juin 1886).
  - Georges Eugène Haussmann dit le baron Haussmann, haut fonctionnaire français, préfet de la Seine de 1853 à 1870, connu pour avoir dirigé les transformations de Paris sous le Second Empire († 11 janvier 1891).
- 1817 : Karl Wilhelm von Nägeli, botaniste suisse († 11 mai 1891).
- 1845 : 
  - Wilhelm Röntgen, physicien allemand, premier prix Nobel de physique, en 1901 († 10 février 1923).
  - Gisèle d'Estoc, femme de lettres, sculptrice et anarchiste française († 8 mars 1894).
- 1847 : Otto Wallach, chimiste allemand († 26 février 1931).
- 1851 : Vincent d'Indy, compositeur français († 2 décembre 1931).
- 1854 : 
  - Władysław Kulczyński, zoologiste polonais († 9 décembre 1919).
  - Giovanni Battista Grassi, zoologiste italien († 4 mai 1925).
- 1857 : Karl Pearson, mathématicien britannique († 27 avril 1936).
- 1863 : Frederick Henry Royce, mécanicien anglais de génie, pionnier de l'histoire de l'automobile († 22 avril 1933).
- 1871 : Heinrich Mann, écrivain et dessinateur allemand († 11 mars 1950).
- 1872 : Mary MacSwiney, députée indépendantiste et féministe irlandaise († 8 mars 1942).
- 1875 : Albert Marquet, peintre français († 14 juin 1947).
- 1879 : Henri Bachelin, écrivain français († 21 septembre 1941).
- 1886 :
  - Clemens Holzmeister, architecte autrichien († 12 juin 1983).
  - Sergueï Kirov, révolutionnaire et homme politique soviétique († 1er décembre 1934).
  - Ludwig Mies van der Rohe, architecte allemand († 17 août 1969).
- 1892 : Ferde Grofé, compositeur, pianiste et arrangeur américain († 3 avril 1972).
- 1893 : Karl Mannheim, sociologue d'origine hongroise († 9 janvier 1947).
- 1898 : Pierre Fourcaud, militaire français, compagnon de la Libération († 2 mai 1998)
- 1899 :
  - Francis Ponge, poète français († 6 août 1988).
  - Gloria Swanson, actrice américaine († 4 avril 1983).
  - Rudolf Svensson, lutteur suédois, double champion olympique († 4 décembre 1978).
- 1900 : Norman Carter Fassett, botaniste américain († 14 septembre 1954).

### XXesiècle
- 1901 :
  - Carl Barks, dessinateur américain († 25 août 2000).
  - Louis Leprince-Ringuet, physicien  et académicien français († 23 décembre 2000).
  - Erich Ollenhauer, homme politique allemand († 14 décembre 1963).
  - Enrique Santos Discépolo, poète, journaliste, auteur, acteur, dramaturge argentin († 23 décembre 1951).
  - Naojiro Sasaki, écrivain japonais († 24 mai 1943).
  - Eisaku Satō, homme d’État japonais, trois fois Premier ministre du Japon entre 1964 et 1972, prix Nobel de la paix en 1974 († 3 juin 1975).
  - Kenneth Slessor, poète australien († 30 juin 1971).
- 1906 : Pee Wee Russell, clarinettiste américain de jazz († 15 février 1969)
- 1907 : Mary McShain, bienfaitrice américano-irlandaise († 2 décembre 1998).
- 1909 : Raymond Oliver, chef cuisinier français († 5 novembre 1990).
- 1912 : James Callaghan, homme politique britannique, Premier ministre du Royaume-Uni de 1976 à 1979 († 26 mars 2005).
- 1914 : Richard Denning, acteur américain († 11 octobre 1998).
- 1915 : Pushpalata Das, indépendantiste et femme politique indienne († 9 novembre 2003).
- 1917 : Cyrus Vance, homme politique américain († 12 janvier 2002).
- 1922 : 
  - Marcel Conche, écrivain français († 27 février 2022).
  - Stefan Wul, écrivain de science-fiction français († 26 novembre 2003).
- 1924 : Sarah Vaughan, chanteuse de jazz américaine († 3 avril 1990).
- 1926 : Jacques Villeglé (Jacques Mahé de La Villeglé dit), artiste plasticien et peintre breton et français († 6 juin 2022).
- 1927 :
  - Jean Beetz, enseignant universitaire et juge québécois († 30 septembre 1991).
  - Cecil Bødker, écrivaine danoise pour enfants († 19 avril 2020).
  - François Furet, historien et académicien français († 12 juillet 1997).
  - Mstislav Rostropovitch, violoncelliste et chef d'orchestre russe († 27 avril 2007).
  - Jacques Siclier, journaliste, scénariste, historien, critique de cinéma et écrivain français († 8 novembre 2013).
- 1928 : Ryszard Zaorski, acteur polonais de théâtre, de cinéma et de télévision († 14 octobre 2019).
- 1929 : 
  - Hans Eugster, gymnaste suisse, champion olympique († 12 novembre 1956).
  - Claire Maurier, actrice française.
- 1931 : David Janssen, acteur américain († 13 février 1980).
- 1933 : 
  - Robert Castel, sociologue français († 12 mars 2013).
  - Michel Guérard (Michel Robert-Guérard dit), chef cuisinier gastronomique et hôtelier français.
- 1935 : 
  - Julian Glover, acteur américain.
  - Maria Nowak, économiste française, spécialiste du micro-crédit.
- 1939 :
  - Ladislas de Hoyos, journaliste français († 8 décembre 2011).
  - Cale Yarborough, pilote américain de NASCAR.
- 1941 : 
  - Ivan Gašparovič, homme politique slovaque, président de la Slovaquie de 2004 à 2014.
  - Liese Prokop, athlète et femme politique autrichienne († 31 décembre 2006).
- 1942 :
  - Michael Jackson, écrivain britannique († 30 avril 2007).
  - Michael York, acteur et producteur britannique.
- 1945 : 
  - Georges Friedenkraft, poète et écrivain français.
  - Karin Petersen, comédienne française († 1er avril 1982).
- 1947 : Marc-Yvan Côté, homme politique québécois.
- 1950 :
  - Tony Banks, auteur-compositeur et musicien britannique, claviériste de Genesis.
  - Esther Benbassa, universitaire, intellectuelle et sénatrice écologiste franco-israélienne.
- 1951 : Marielle de Sarnez, femme politique française et européenne, personne de confiance de François Bayrou († 13 janvier 2021).
- 1952 :
  - Maria Schneider, actrice française († 3 février 2011).
  - Richard Séguin, auteur-compositeur et interprète québécois.
- 1954 : Brigitte Simonetta, ex-présentatrice française de météo à la télévision et doublure vocale.
- 1955 : Mariano Rajoy, ancien président conservateur du gouvernement espagnol.
- 1956 : Juan Claudio Lechín, écrivain bolivien.
- 1957 :
  - Stephen Dillane, acteur britannique.
  - Billy Mackenzie, chanteur écossais († 22 janvier 1997).
- 1962 : Jann Arden, chanteuse canadienne.
- 1963 :
  - Bernard Labadie, chef d’orchestre et chef de chœur québécois.
  - Quentin Tarantino, réalisateur américain.
  - Xuxa (Maria da Graça Meneghel dite Rainha dos Baixinhos ou), animatrice de télévision, productrice de cinéma, chanteuse, femme d'affaires, play mate, mannequin, chorégraphe, actrice, auteure-compositrice et artiste d'enregistrement brésilienne.
- 1964 : Kaddour dit Kad Merad, humoriste et acteur français.
- 1967 :
  - Cathy Guetta (Catherine Lobé dite), femme d'affaires, actrice, danseuse française, ex-femme du DJ français David Guetta.
  - Sylvain Larocque, humoriste québécois.
  - Talisa Soto, actrice américaine.
- 1969 :
  - Stéphane Morin, joueur de hockey sur glace québécois († 6 octobre 1998).
  - Mariah Carey, chanteuse américaine.
  - Pauley Perrette, actrice américaine.
- 1970 :
  - Derek Aucoin, joueur de baseball québécois.
  - Maribel Díaz Cabello, Première dame du Pérou ;
  - Mauricio Vallina, pianiste d'origine cubaine.
  - Tony Ward, couturier et styliste libano-italien.
- 1971 :
  - David Coulthard, pilote automobile britannique.
  - Nathan Fillion, acteur canadien.
- 1972 :
  - Jimmy Floyd Hasselbaink, footballeur néerlandais.
  - Damien Ségransan, astrophyscien français.
- 1974 : Gaizka Mendieta, footballeur espagnol.
- 1975 :
  - Fergie (Stacy Ann Ferguson dite), chanteuse et actrice américaine.
  - Katsuaki Fujiwara, pilote japonais de moto.
- 1976 : Liu Limin, nageuse chinoise.
- 1979 :
  - Louise Brealey, actrice britannique.
  - Michael Cuddyer, joueur de baseball professionnel américain.
- 1980 : Nicolas Duvauchelle, acteur français.
- 1981 : Quim Gutiérrez, acteur espagnol.
- 1985 : Dustin Byfuglien, joueur de hockey sur glace américain.
- 1986 :
  - Ivan Čupić, handballeur croate.
  - Manuel Neuer, footballeur allemand.
- 1987 :
  - Jérémy Grimm, footballeur français.
  - Buster Posey, joueur de baseball américain.
- 1988 :
  - Mauro Goicoechea, footballeur uruguayen.
  - Jessie J (Jessica Ellen Cornish dite), auteur, compositeur et interprète anglaise.
  - Brenda Song, actrice américaine.
- 1989 :
  - Nana Attakora-Gyan, footballeur canadien.
  - Makrem Ben Romdhane, basketteur tunisien.
  - Sofiane Guitoune, joueur de rugby français.
  - Diego Rosa, cycliste sur route italien.
- 1990 :
  - Kimbra (Kimbra Lee Johnson dite), chanteuse néo-zélandaise.
  - Nicolas Nkoulou, footballeur camerounais.
  - Henry Sims, basketteur américain.
- 1991 : Josh Selby, basketteur américain.
- 1992 : Marc Muniesa, footballeur espagnol.
- 1993 : Ulysse Adjagba, basketteur français.
- 1995 : Bill Tuiloma, footballeur néo-zélandais.
- 1997 : 
  - Lalisa Manoban, chanteuse thaïlandaise.
- 2000 : Sophie Nélisse, actrice canadienne.

## Décès

### Xesiècle
- 922 (ou 26 mars) : Mansur al-Hallaj, mystique persan du soufisme, condamné puis supplicié et décapité à Bagdad (°C. 858 -244 de l'Hégire-).

### XIesiècle
- 1090 : Sykelgaite de Salerne, princesse lombarde, seconde épouse de Robert Guiscard, duc d'Apulie (°C. 1041).

### XIIesiècle
- 1191 : Clément III (Paulino Scolari), pape (° inconnue).

### XIVesiècle
- 1378 : Grégoire XI (Pierre Roger de Beaufort), pape (°C. 1336).

### XVesiècle
- 1462 : Vassili II de Russie, grand prince de Moscou (° 10 mars 1415).
- 1482 : Marie de Bourgogne, duchesse de Bourgogne, fille de Charles le Téméraire (° 13 février 1457).

### XVIIesiècle
- 1625 : Jacques Ier, roi d'Angleterre, d'Écosse et d'Irlande (° 18 juin 1566).
- 1697 : Simon Bradstreet, magistrat, homme d'affaires et diplomate britannique (° 18 mars 1603).

### XVIIIesiècle
- 1729 : Léopold Ier de Lorraine, duc de Lorraine et de Bar (° 11 septembre 1679).
- 1757 : Johann Stamitz, compositeur et violoniste tchèque (° 19 juin 1717).
- 1759 : August Johann Rösel von Rosenhof (ou Roesel), artiste et naturaliste allemand (° 30 mars 1705).
- 1770 : Giambattista Tiepolo, peintre italien (° 5 mars 1696).
- 1772 : Charles Pinot Duclos, écrivain et historien français (° 12 février 1704).
- 1778 : Nicolas Sébastien Adam, sculpteur français (° 22 mars 1705).

### XIXesiècle
- 1804 : Louise d'Esparbès de Lussan, maitresse du roi de France (° 19 octobre 1764).
- 1809 : Joseph-Marie Vien, peintre italien (° 18 juin 1716).
- 1827 : François Alexandre Frédéric de La Rochefoucauld-Liancourt, personnalité de la Révolution française (° 11 janvier 1747).
- 1848 : 
  - Gabriel Bibron, zoologiste français (° 20 octobre 1806).
  - Claude du Campe de Rosamel, amiral et homme politique français (° 24 juin 1774).
- 1849 : Archibald Acheson, personnalité politique britannique (° 1er août 1776).
- 1850 : Guillaume Beer, astronome allemand (° 14 janvier 1797).
- 1864 : Jean-Jacques Ampère, philologue français, académicien (° 12 août 1800).
- 1873 : Amédée Thierry, historien français (° 2 août 1797).
- 1875 : Edgar Quinet, historien français (° 17 février 1803).
- 1886 : 
  - Henri Forneron, historien français (° 10 novembre 1834).
  - Julian Schmidt, historien littéraire allemand (° 7 mars 1818).

### XXesiècle
- 1906 : Eugène Carrière, artiste peintre français (° 18 janvier 1849).
- 1918 :
  - Henry Adams, historien américain (° 16 février 1838).
  - Arthur Dansereau, journaliste québécois (° 5 juillet 1844).
- 1923 : Sir James Dewar, physicien et chimiste britannique (° 20 septembre 1842).
- 1926 : Georges Vézina, joueur canadien de hockey sur glace (° 21 janvier 1887).
- 1936 : Werner Renfer, écrivain suisse (° 16 juin 1898).
- 1940 : Michael Joseph Savage, Premier ministre de Nouvelle-Zélande (° 23 mars 1872).
- 1941 : Rita Strohl, pianiste et compositrice française (° 8 juillet 1865).
- 1946 : Octave Aubry, historien et écrivain français (° 1er septembre 1881).
- 1952 : Kiichiro Toyoda, industriel japonais (° 11 juin 1894).
- 1955 : René Courcelle, botaniste français (° 13 février 1886).
- 1967 : Jaroslav Heyrovský, chimiste tchèque, prix Nobel de chimie 1959 (° 20 décembre 1890).
- 1968 : 
  - Youri Gagarine, cosmonaute soviétique, premier homme dans l'espace (° 9 mars 1934).
  - Boris Mokroussov, compositeur soviétique (° 27 février 1909).
- 1969 : B. Traven, écrivain allemand (° 25 février 1882).
- 1970 : Ali Riahi, chanteur et compositeur tunisien (° 30 mars 1912).
- 1972 : Maurits Cornelis Escher, artiste néerlandais (° 17 juin 1898).
- 1973 : Mikhaïl Kalatozov, réalisateur soviétique (° 28 décembre 1903).
- 1975 : Arthur Bliss, compositeur britannique (° 2 août 1891).
- 1978 : Vilhelm Fibiger, homme politique danois (° 11 février 1886).
- 1981 : Mao Dun (Shen Dehong dit), écrivain chinois (° 4 juillet 1896).
- 1984 : Guy Delfosse, général de gendarmerie (° 25 novembre 1925).
- 1988 : 
  - Pierre Péron, illustrateur, graphiste, caricaturiste, peintre, graveur, décorateur, sculpteur, cinéaste et écrivain français (° 5 octobre 1905).
  - Renato Salvatori, acteur italien (° 20 mars 1933).
- 1990 : Lester J. Maitland, pilote et militaire américain (° 8 février 1899).
- 1991 : Aldo Ray, acteur américain (° 25 septembre 1926).
- 1993 :
  - Clifford Jordan, saxophoniste et chef d’orchestre américain (° 2 septembre 1931).
  - Paul László, architecte et stylicien américain d'origine hongroise (° 6 février 1900).
- 1995 : René Allio, réalisateur et scénariste français (° 8 mars 1924).
- 1997 : Ella Maillart, voyageuse et écrivain suisse (° 20 février 1903).
- 1998 : Ferry Porsche (Ferdinand Anton Ernst Porsche dit), ingénieur germano-autrichien (° 19 septembre 1909).
- 1999 : Julien Bessette, acteur québécois (° 8 novembre 1929).
- 2000 : Ian Dury, chanteur rock britannique (° 12 mai 1942).

### XXIesiècle
- 2001 : André Fosset, homme politique français, résistant, sénateur (° 13 novembre 1918).
- 2002 :
  - Milton Berle, acteur, compositeur et scénariste américain (° 12 juillet 1908).
  - Dudley Moore, acteur britannique (° 19 avril 1935).
  - Billy Wilder, réalisateur américain (° 22 juin 1906).
- 2003 : Daniel Ceccaldi, acteur français (° 25 juillet 1927).
- 2004 : Robert Merle, écrivain français lauréat d'un Goncourt (° 28 / 29 août 1908).
- 2005 :
  - Wilfred Gordon Bigelow, chirurgien canadien (° 18 juin 1913).
  - Grant Johannesen, pianiste classique américain (° 30 juillet 1921).
  - Ahmed Zaki, acteur égyptien (° 18 novembre 1949).
- 2006 : 
  - Stanislas Lem, écrivain polonais (° 12 septembre 1921).
  - Rudolf Vrba, pharmacologue canadien (° 11 septembre 1924).
- 2007 :
  - Miguel Márquez, matador espagnol (° 5 mars 1946).
  - Faustino Oramas dit « El Guayabero », chanteur cubain, légende du « son » (° 4 juin 1911).
- 2008 : Jean-Marie Balestre, dirigeant français dans le sport automobile (° 9 avril 1921).
- 2011 : Farley Granger, acteur américain (° 1er juillet 1925).
- 2012 :
  - Jean Offredo, un journaliste et écrivain français d'origine polonaise (° 14 septembre 1944).
  - Nalla Tan, médecin, pédagogue, militante pour les droits des femmes et écrivaine singapourienne (° 12 mai 1923).
- 2014 : Gina Pellón, peintre cubaine (° 26 décembre 1926).
- 2016 : Alain Decaux, écrivain, biographe, homme de télévision et de radio et académicien français (° 23 juillet 1925).
- 2018 :
  - Stéphane Audran, comédienne française (° 8 novembre 1932).
  - Clément Rosset, philosophe français (° 12 octobre 1939).
- 2019 : Valeri Bykovski (Валерий Фёдорович Быковский), cosmonaute soviétique (° 2 août 1934).
- 2020 : Germano Proverbio, religieux et latiniste italien (° 25 mai 1924).
- 2022 : 
  - Jean-Louis Faure, acteur français dans le doublage (° 18 juillet 1953).
  - Aleksandra Zabelina, escrimeuse soviétique puis russe championne (° 11 mars 1937).

## Célébrations

### Internationale
- Journée mondiale du théâtre créée en 1961 par l’Institut international du théâtre (IIT) à Vienne (Autriche)[7].

### Nationale
- Birmanie : Tatmadaw day / journée des forces armées[8],[9].
- France : Journée nationale du fromage, créée en 2001. Une journée dédiée à la valorisation de tous les fromages et de leurs terroirs.

### Religieuses
- Bahaïsme : septième jour du mois de la splendeur / bahá' بهاء dans le calendrier badí‘.
- Judaïsme : date possible du début de la fête des Azymes / Pessah ("Pâque" juive), entre ce 27 mars comme en 2021, et par exemple le 15 avril comme en 2022 (où Pâques chrétiennes au 17 avril).

### Saints des Églises chrétiennes

#### Saints catholiques et orthodoxes du jour
Saints catholiques et orthodoxes du jour :
- Alexandre († vers 300), légionnaire à Rome, martyr à Drizipara en Thrace.
- Augustine de Serravalle († IVe siècle), martyre à Trévise.
- Dominique de Cambrai († 545), 2e évêque de Cambrai.
- Haymon d'Halberstadt († 853), évêque d'Halberstadt.
- Lydie († 121), martyre.
- Paul de Corinthe († 880), évêque de Corinthe, ordonné par le pape Nicolas Ier.
- Philet († 121), sénateur et ses compagnons martyrs en Illyrie.
- Romule († VIIIe siècle), abbé de Cessy-les-Bois.
- Rupert de Salzbourg († 710), évêque de Salzbourg en Autriche.
- Suairlech († 750), évêque.
- Védulphe († 580), 3e évêque de Cambrai.
- Zanitas († 326) et ses compagnons martyrs en Perse sous Sapor II.

#### Saints et bienheureux catholiques du jour
Saints et bienheureux catholiques du jour :
- Adelpret (it) († 1181), évêque de Trente (Italie), martyr, victime des guerres avec l'empereur Frédéric Barberousse.
- François Faà di Bruno († 1888), bienheureux religieux italien fondateur des sœurs minimes de Notre-Dame du Suffrage.
- Gélase de Derry († 1174), évêque.
- Giuseppe Ambrosoli († 1987), bienheureux laïc italien.
- Louis-Edouard Cestac († 1868), bienheureux prêtre français fondateur d'une congrégation religieuse.
- Matthieu de Beauvais († 1100), martyr décapité pendant la première croisade.
- Panacée de Muzzi († 1383), bienheureuse laïque italienne assassinée par sa belle-mère / marâtre à Quarona.
- Pellegrin de Falerone (it) († 1233), bienheureux religieux italien et un des 1ers disciples de saint François d'Assise en Ombrie.

#### Saints orthodoxes du jour (aux dates parfois"juliennes"/ orientales)
Saints orthodoxes du jour, outre les saints œcuméniques voire pré-schismatiques ci-avant... 

### Prénoms du jour
Bonne fête aux Habib, Habiba, Habibi ("chéri(e)" en arabe, bien que Saint Habib d'Édesse (vers 307 - 322) est désormais plutôt fêtable les 2 septembre).
Et aussi aux :
- Albert et ses variantes : Albertin, Alberto, Aubert ; et leurs formes féminines : Alberta, Alberte, Alberthe, Albertina, Albertine (fête majeure de Maître Albert le Grand les 15 novembre ; et de Saint Aubin les 1er ou 2 mars, etc.).
- Aux Louarn,
- Matthieu et ses variantes : Matéo, Mathéo, Mathieu, Mathieux, Mattéo, Matthew, Matthews, Matthieux ; et leurs formes féminines : Mathéa et Mattéa (fête majeure le 21 septembre).

## Traditions et superstitions

### Astrologie
- Signe du zodiaque : 7e jour du signe astrologique du Bélier.